# Riviera vaudoise
Pour les articles homonymes, voir Riviera.

Vue de la Riviera avec Vevey au premier plan, les Alpes vaudoises à gauche et la vallée du Rhône dans le Chablais au centre-droit.

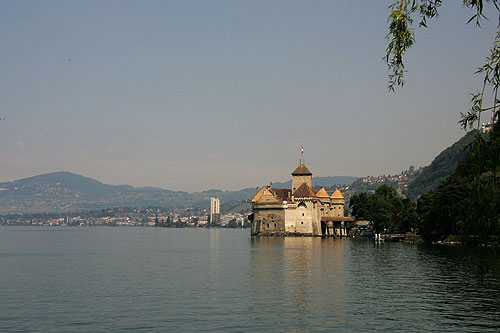
La Riviera vaudoise depuis Villeneuve en direction de Vevey avec le château de Chillon au premier plan et Montreux au centre.

La Riviera vaudoise est une région de Suisse dans le canton de Vaud en bordure du Léman. Elle s'étend du village de Corseaux à Villeneuve et englobe les villes de Vevey, La Tour-de-Peilz et Montreux.
Elle attire de nombreux visiteurs et voyageurs, en particulier à Montreux et à Vevey. La région est également appréciée pour son panorama avec une vue sur l'entrée de la vallée du Rhône, sur les Préalpes et Alpes vaudoises, sur les rives et les montagnes du Chablais, sur Lavaux ainsi que sur le lac Léman, La Côte et le Jura.
La Riviera vaudoise est bordée par le Léman à l'ouest, le Chablais vaudois au sud, les Préalpes vaudoises à l'est et par Lavaux au nord-ouest.

## Communes et localités
- Blonay
- Chardonne
  - Le Mont-Pèlerin
- Corseaux
- Corsier-sur-Vevey
- Jongny
- La Tour-de-Peilz
- Montreux
  - Brent
  - Caux
  - Chailly-sur-Montreux
  - Chamby
  - Chernex
  - Clarens
  - Glion
  - Les Avants
  - Territet
  - Vernex
  - Villard-sur-Chamby
- Saint-Légier-La Chiésaz
- Vevey
- Veytaux
- Villeneuve

## Transports
A9 (Vallorbe-Lausanne-Brigue) 
  14 (Vevey)
  15 (Montreux)
  16 (Villeneuve)
La Riviera vaudoise est desservie par les réseaux de transports publics (TP) suivants :
- CFF dans les gares de :

Vevey (IR90, RER Vaud, RE, R)
La Tour-de-Peilz (RER Vaud, RE)
Burier (RER Vaud)
Clarens (RER Vaud)
Montreux (TGV Lyria, EC, IR90, RER Vaud, RE, R)
Territet (RER Vaud)
Veytaux-Chillon (RER Vaud)
Villeneuve (RER Vaud, RE)
- VMCV dans toutes les communes de la Riviera.

- CGN aux débarcadères suivants :

Vevey Marché
Vevey - La Tour
Clarens
Montreux
Territet
Château de Chillon
Villeneuve
- CarPostal à :

Montreux (Vallon de Villard)
Villeneuve
- Chemin de fer Montreux - Oberland Bernois
- Chemins de fer électriques veveysans
- Chemin de fer Montreux-Glion-Rochers de Naye
- Funiculaire Vevey – Chardonne – Mont Pèlerin
- Funiculaire Territet – Glion
- Funiculaire Les Avants – Sonloup

## Galerie

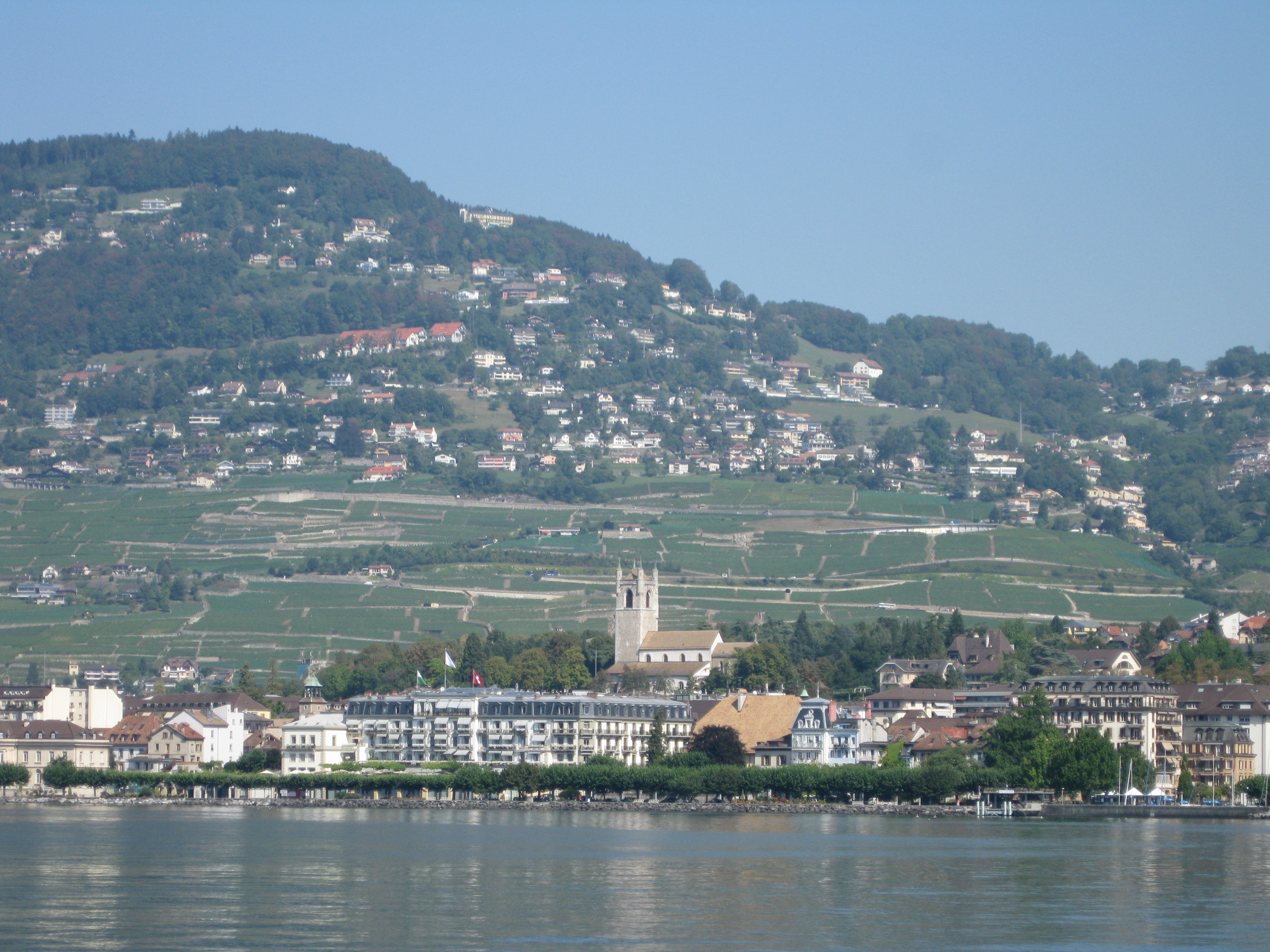
Vue de Vevey dominée par Chardonne et Jongny.
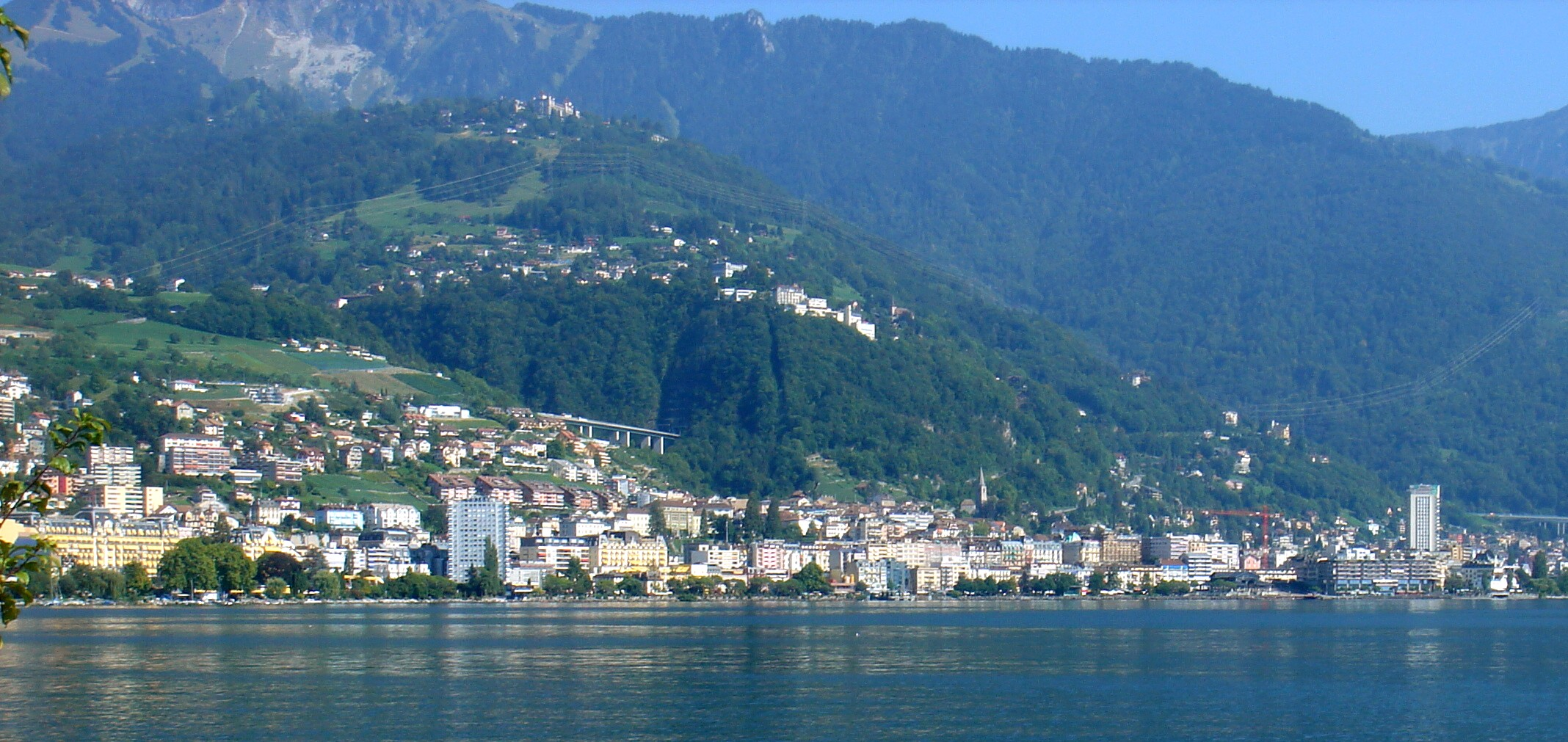
Vue de Montreux dominée par Glion et Caux.
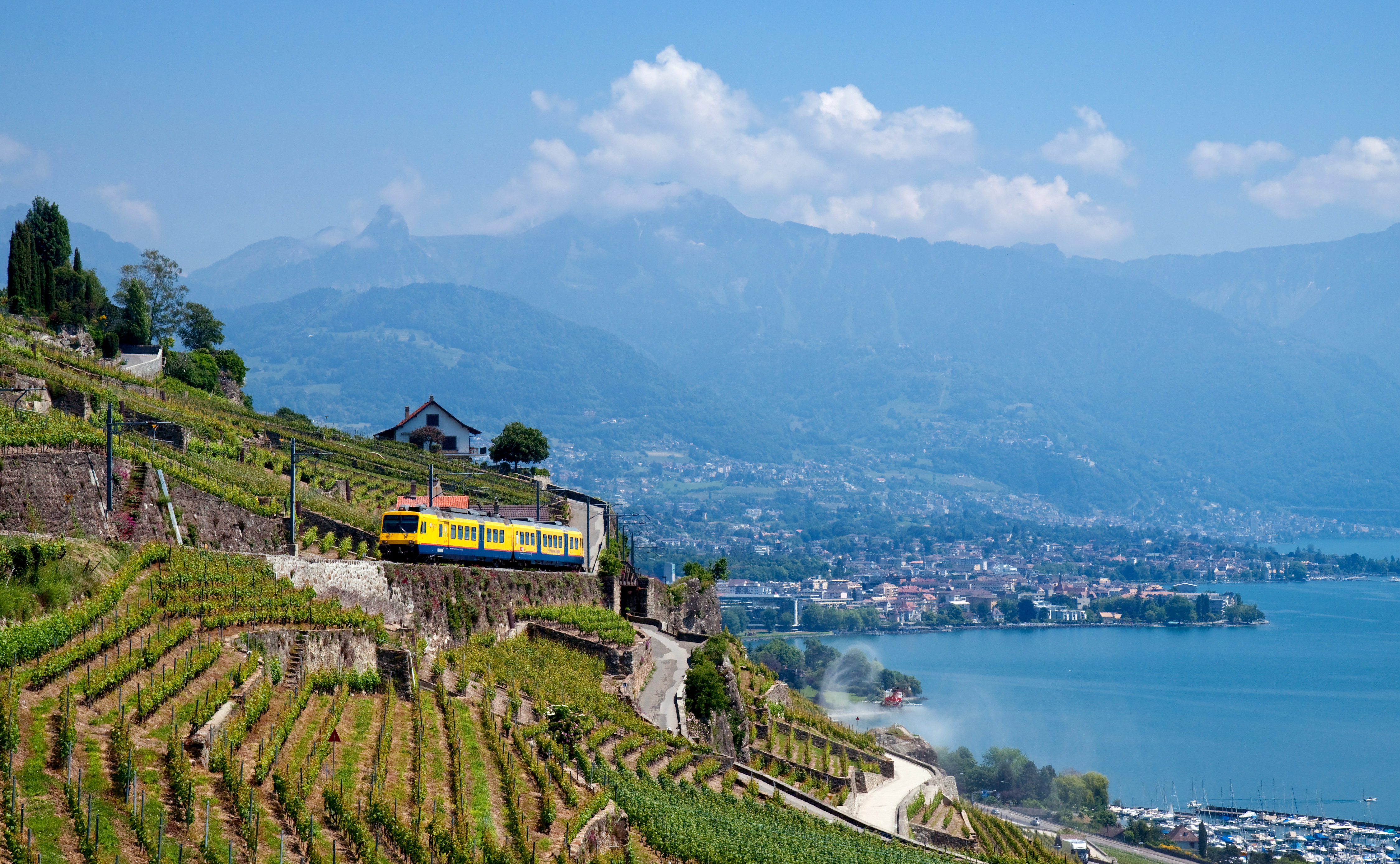
Vue de Lavaux et de la Riviera vaudoise.
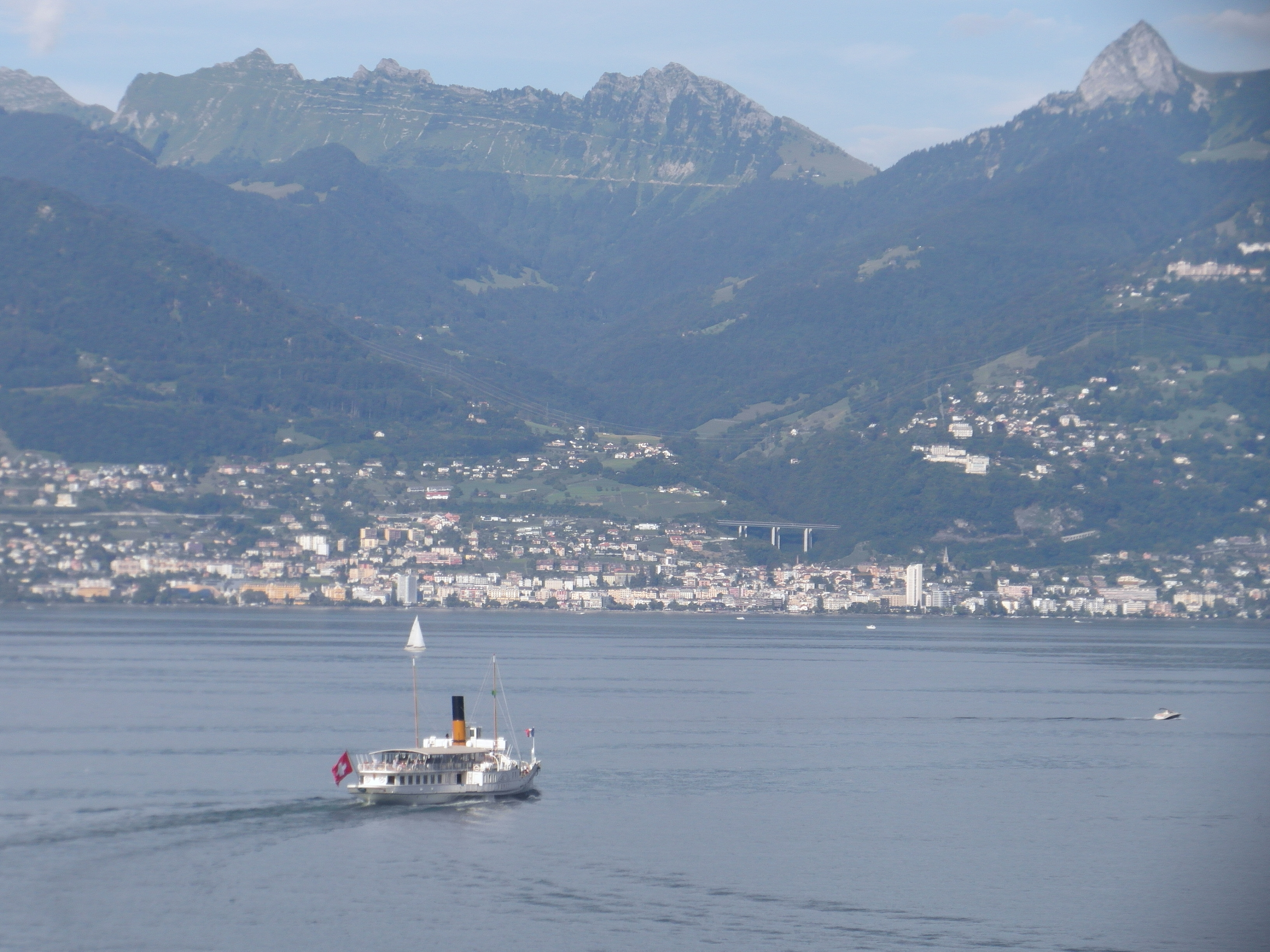
Montreux sur la Riviera vaudoise.